# Credit Suisse
Credit Suisse Group AG (CS) är en schweizisk storbank med säte i Zürich. CS grundades 1856 under namnet Schweizerische Kreditanstalt och hade år 2022 cirka 50 480 anställda med en omsättning på nästan 15 miljarder schweizerfranc. Företaget är noterat på börserna i Zürich och New York. I mars 2023 beslutades att den större schweiziska  banken UBS tar över Credit Suisse som råkat i kris under internationell press på banksystemet. CS tillhör de 30 banker som räknas som globalt systemrelevanta. Villkoren för övertagandet utformades i samverkan med landets centralbank (SNB) och finansmarknadsinspektion (FINMA).
I oktober 2021 kommer, enligt ett meddelande från den amerikanska marknadsmyndigheten, Credit Suisse att betala nästan 475 miljoner dollar till de amerikanska och brittiska myndigheterna, efter  rättegångar som rör två obligationer och ett lån som lanserades av banken för statliga företag i Moçambique.  Transaktionerna samlade in mer än en  miljard dollar som delvis användes för att betala mutor, samtidigt som de presenterades för investerare som ett sätt att finansiera utvecklingen av Moçambiques tonfiskfiske.